# 수소 체키 다미코
수소 체키 다미코(이탈리아어: Suso Cecchi d'Amico, 1914년 7월 21일~2010년 7월 31일)는 이탈리아의 영화 각본가이자 배우다. 《자전거 도둑》을 비롯한 여러 영화의 각본을 쓴 것으로 유명하다.

## 작품 목록
| 연도 | 제목        | 원제                |
| ---- | ----------- | ------------------- |
| 1946 | 무방비 도시 | Roma città aperta   |
| 1948 | 자전거 도둑 | Ladri di biciclette |
| 1954 | 애증        | Senso               |
| 1957 | 백야        | Le notti bianche    |
| 1963 | 표범        | Il Gattopardo       |